# Lüübnitsa
Koordinaten: 58° 4′ N, 27° 36′ O

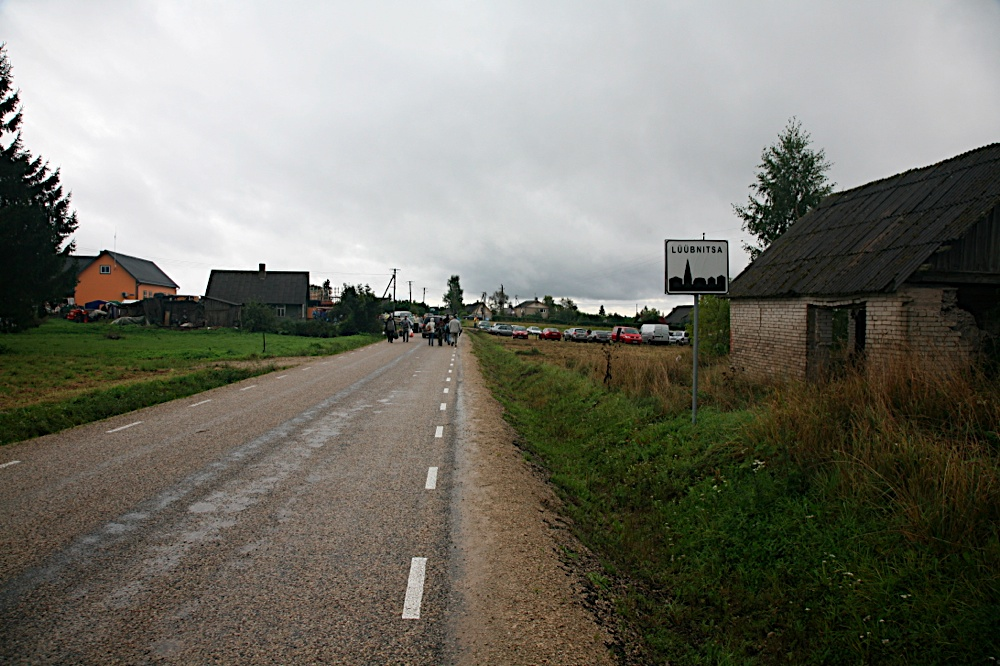
Ortseingang

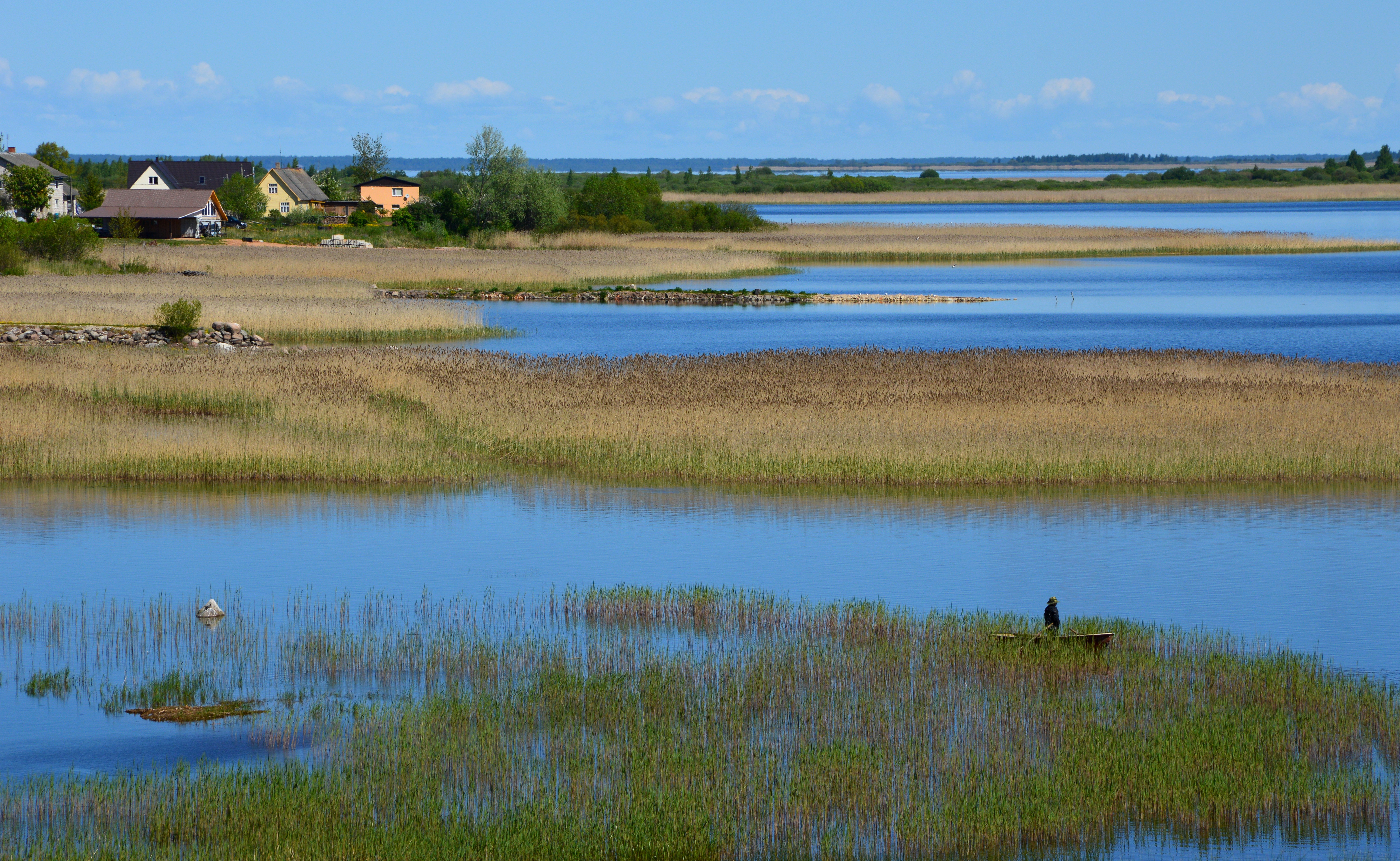
Dorfansicht

Lüübnitsa ist ein Dorf (estnisch küla) im Südosten Estlands. Es gehört zur Landgemeinde Setomaa im Kreis Võru (bis 2017 Mikitamäe im Kreis Põlva).

## Einwohnerschaft und Lage
Das Dorf hat 58 Einwohner (Stand 31. Dezember 2011). Es liegt direkt am Peipussee. Südlich des Ortskerns befindet sich ein 12,5 Meter hoher Aussichtsturm, der einen weiten Blick über die Sumpflandschaft und den See bietet.
Nur wenig östlich liegt die heute zu Russland gehörende Insel Kolpina (estnisch Kulkna).

## Geschichte und Sehenswürdigkeiten
Der Ort wurde erstmals 1582 urkundlich erwähnt. Im August jeden Jahres findet ein traditioneller Zwiebel- und Fischmarkt in Lüübnitsa statt.
Im Dorf befindet sich eine kleine orthodoxe Kapelle (setukesisch tsässon).